# Bertrand François (handball)
Pour les articles homonymes, voir François et Bertrand François.
Bertrand François, né le 29 janvier 1960 est un entraîneur de handball français. Il a gagné à de multiples reprises le titre de champion de France de handball féminin en tant qu'entraineur du club de Metz.

## Biographie
C’est quand il entre en fac de sports à Nancy qu’il commence pleinement à jouer au handball car dans sa promotion, il y a plein de handballeurs et notamment Olivier Krumbholz. Avec eux, il progresse, participe à quelques entraînements avec le Stade messin étudiants club et signe y son premier contrat en 1980. 
En 1987, il quitte le SMEC Metz pour le SLUC Nancy. Un an plus tard, il devient l'entraîneur du club.
En 1995, il rejoint l'ASPTT Metz comme entraîneur de l'équipe réserve qui évolue en Nationale 1 alors qu'Olivier Krumbholz a quitté l'équipe première pour l'équipe de France. Un an plus tard, il devient l'entraîneur principal du club. En 2003, il signe à Issy-les-Moulineaux. Il occupe toutefois en même temps le poste de conseiller technique régional à Nancy, mais les démarches administratives se sont rallongées et finalement la mutation n’a pu être obtenue pour rejoindre la Hauts-de-Seine et Bertrand François est alors contraint de quitter Issy,.
Il retrouve finalement son poste en janvier 2004 après l'intermède non concluant de Patrick Passemard et y reste jusqu'en 2006.
Après s'être occupé du centre de formation de Metz de 2006 à 2009, il reprend les rênes de l'équipe première lors de la saison 2009/2010. Mais cette saison est toutefois difficile. Si le club remporte les deux coupes nationales, il laisse échapper le championnat et le parcours en coupe d'Europe est marqué par deux événements : après l'affaire Prokop en octobre où Prokop et l'Hypo Niederösterreich ne seront que légèrement sanctionné au détriment de Metz, Bertrand François est agressé à 40 secondes de la fin du match par un supporter du Buducnost Podgorica lors de la demi-finale aller de la Coupe des coupes à Podgorica, ce qui n'empêchera pas le club monténégrin d'éliminer Metz à l'issue du match retour. 
Après cette saison éprouvante, Bertrand François décide d'arrêter le handball de haut niveau pour notamment entraîner les jeunes du Comité de Moselle et être bénévole à la Ligue de Lorraine aussi. En 2016, il est directeur de l'organisation du Tournoi de qualification olympique qui a lieu à Metz avec l'équipe de France.
En 2020, il est nommé entraîneur adjoint du Sarrebourg Moselle-Sud Handball qui est promu pour la première fois Championnat de France masculin de D2 (Proligue).

### Vie privée
Sa fille, Hélène François, a été joueuse à Metz avant de quitter le club en 2010 comme son père.

## Palmarès
- Vainqueur du Championnat de France (7) : 1997, 1999, 2000, 2002, 2004, 2005, 2006
- Vainqueur de la Coupe de France (3) :  1998, 1999, 2010
- Vainqueur de la Coupe de la Ligue (3) : 2005, 2006 et 2010

## Divers
De 2006 à 2009, il a souvent été sollicité par une radio locale comme consultant pour apporter son avis sur les matchs du Metz Handball.